# Johann Schobert
Johann Schobert (asi 1720, 1735 nebo 1740? – 28. srpna 1767 Paříž) byl cembalista a hudební skladatel žijící ve Francii.

## Život
Údaje o původu skladatele jsou nejisté. Nejčastěji se uvádí, že pochází ze Slezska, ale jako místo narození není vyloučeno ani Alsasko či Norimberk. Totéž se týká i roku narození, který se pohybuje od roku 1720 až do roku 1740.
Na začátku šedesátých let 18. století přišel do Paříže, kde vstoupil do služeb Louise François I., prince z Conti jako cembalista. Zkomponoval několik svazků sonát pro tento nástroj, ať už pro cembalo sólo nebo v kombinaci s jinými nástroji. Kromě toho napsal pět koncertů pro cembalo a několik symfonií. Zkomponoval i komickou operu Le Garde-Chasse et le Braconnier a podílel se na opeře Le Tonnelier (dalšími skladateli byli François-Joseph Gossec, Philidor, Jean-Claude Trial), která měla premiéru v Comédie-Italienne v roce 1765.
V Paříži přišel Schobert do kontaktu s Leopoldem Mozartem a jeho dětmi. Údajně byl uražen, když mu Lepold Mozart sdělil, že děti hrají jeho sonáty bez jakýchkoliv problémů. Nicméně měl Schobert značný vliv na mladého Amadea, který vkomponoval několik vět ze Schobertových sonát do svých klavírních koncertů.
Schobert zemřel v Paříži, spolu se svou manželkou, jedním ze svých dětí, služebnou a čtyřmi známými, po požití jedovatých hub.

## Dílo
Skladby pro cembalo
- op. 1 - 2 sonáty pro cembalo, housle ad libitum
- op. 2 - 2 sonáty pro cembalo, obligátní housle
- op. 3 - 2 sonáty pro cembalo, housle ad libitum
- op. 4 - 2 sonáty pro cembalo
- op. 5 - 2 sonáty pro cembalo, housle ad libitum
- op. 6 - 3 triové sonáty pro cembalo, housle a violoncello ad libitum
- op. 7 - 3 sonates pro kvartet (cembalo, 2 housle a violoncello ad libitum)
- op. 8 - 2 sonáty pro cembalo, obligátní housle
- op. 9 - 3 symfonie pro cembalo, housle a 2 lesní rohy ad libitum
- op. 10 - 3 symfonie pro cembalo, housle a 2 lesní rohy ad libitum
- op. 11 – Koncert č. 1 pro cembalo, 2 housle, violu, violoncello a 2 lesní rohy ad libitum
- op. 12 – Koncert č. 2 pro cembalo, 2 housle, violu, violoncello, 2 hoboje a 2 lesní rohy ad libitum
- op. 13 – Koncert č. 3, pastorale pro cembalo, 2 housle, 2 lesní rohy ad libitum, violu a violoncello
- op. 14 - 6 sonát pro cembalo, housle ad libitum (č. 1 housle a viola ad libitum)
- op. 15 – Koncert č. 4 pro cembalo, housle a dva lesní rohy ad libitum
- op. 16 - 4 sonáty pro cembalo, housle violoncello obligato
- op. 17 - 4 sonáty pro cembalo, housle obligato
- op. 18 – Koncert č. 5 pro cembalo a 2 obligátní housle
- op. 19 - 2 sonáty pro cembalo nebo klavír, obligátní housle (posthum, autorství nejisté)
- op. 20 - 3 sonáty pro cembalo a obligátní housle (patrně Tommaso Giordani)

Opery
- Le Garde-Chasse et le Braconnier
- Le Tonnelier spolupráce: François-Joseph Gossec, Philidor, Jean-Claude Trial (libreto Nicolas-Médard Audinot, 1765, Paris, Comédie-Italienne)